# Källsta
Källsta (Norr Källsta, Söder Källsta) är en bebyggelse väster om Grödby i Sorunda socken i Nynäshamns kommun. Vid avgränsningen 2023 klassades området av SCB som en separat småort.